# Furio Nordio
Furio Nordio es un deportista italiano que compitió en bobsleigh en la modalidad cuádruple. Ganó dos medallas de oro en el Campeonato Mundial de Bobsleigh, en los años 1960 y 1961.

## Palmarés internacional
| Campeonato Mundial | Campeonato Mundial           | Campeonato Mundial | Campeonato Mundial |
| Año                | Lugar                        | Medalla            | Prueba             |
| ------------------ | ---------------------------- | ------------------ | ------------------ |
| 1960               | Cortina d'Ampezzo (Italia)   | Medalla de oro     | Cuádruple          |
| 1961               | Lake Placid (Estados Unidos) | Medalla de oro     | Cuádruple          |